# Comissão Internacional contra a Impunidade em El Salvador
A Comissão Internacional contra a Impunidade em El Salvador (em castelhano:  Comisión Internacional contra la Impunidad en El Salvador, CICIES) foi uma comissão criada em 6 de setembro de 2019, por meio do acordo assinado entre a Organização dos Estados Americanos (OEA) e o Governo de El Salvador.

## História
Em 9 de dezembro de 2019, a Procuradoria-Geral da República e o comissário designado da CICIES Ronalth Ochaeta assinaram um acordo, no qual concordaram em "cooperação e assistência técnica para fortalecer as capacidades do Ministério Público no combate à impunidade e à corrupção no serviço público”, assessorando, recomendando e transferindo conhecimento especializado em corrupção para promotores. O referido acordo seria válido até 2022.

## Final
Em abril de 2021, o Comissário Ronalth Ochaeta informou ter enviado “12 notificações de possíveis ações ilícitas em pastas do Estado” à Procuradoria-Geral da República e, desde então, as relações do governo com a Comissão entraram em declínio.
Finalmente, em 4 de junho de 2021, um novo procurador-geral da República anunciou que havia decidido rescindir o acordo desta entidade com a Comissão Internacional contra a Impunidade (CICIES).
O anúncio foi divulgado depois que o ex-prefeito de San Salvador Ernesto Muyshondt foi nomeado assessor da Organização dos Estados Americanos (OEA).